# Arthur Gingell
Arthur Gingell (ur. 30 września 1883 w Bristolu, zm. 20 lutego 1947 w Cleveland) – brytyjski zapaśnik walczący w stylu wolnym. Brązowy medalista olimpijski z Londynu 1908. Walczył w wadze lekkiej do 67 kg
- Turniej w Londynie 1908

Pokonał swoich rodaków: Henry’ego Bailliego i George’a MacKenzieego a przegrał z George’em de Relwyskowem.